# Дурбэн-ойраты
Дурбэн-ойраты (калм. Дөрвөн Өөрд, монг. Дөрвөн Ойрад — Четыре Ойрата) — союз (конфедерация) ойратских кочевых этнополитических объединений, основавших Ойратское ханство.

## Название
В переводе с монгольского языка «дурбэн», «дөрвөн» означает «четыре».
Существует три основные версии определения понятия «Дурбэн-Ойрат»:
1) четыре союзных племени;
2) союз дорбэнов и ойратов;
3) четыре ойратских тумэна (военные и вероятно административные единицы).
В литературе встречаются следующие наименования: dörben oyirad, дурбэн, дурбэн тумэн, дурбэн тумэн ойрат, дорбен-ойрат, дурбен-ойрат, дербен-ойрат.

## Племя дурбэн и ойраты
Из «Сокровенного сказания монголов» известно, что сыновья Дува-Сохора основали племя дурбэн. В летописи ордосского князя Саган Сэцэна «Эрденин Тобчи» кратко изложено происхождение древних ойратов от 4-х сыновей Дува-Сохора — Доноя, Докшина, Эмнека и Эркэга, ставших родоначальниками 4-х родов древних ойратов — олётов, батутов, хойтов и кэргудов. О древних родственных связях племени дурбэн с ойратами также говорит сообщение Рашид ад-Дина о том, что Худуха-беки, предводитель союза ойратских племён, происходил из племени дурбан.
Г. О. Авляев первым обратил внимание на то, что имена 4-х мифических родоначальников ойратов, сыновей Дуву-Сохора, имеют явно тотемическое происхождение и легко переводятся с ойратского и калмыцкого языков. Доной — буквально означает бешеный, яростный. Докшин — свирепый, неукротимый. Эмнек — дикий, неукротимый, а также синоним слова конь-неук, то есть дикий, необъезженный конь (эмнег-морин). Эркег — властный, главный, могущественный.
Согласно Д. В. Цыбикдоржиеву, поход дурбэнского Дорбо на хори-туматов, итогом которого стало освобождение из плена Худуха-беки и отдача тому хори-туматской наследницы Ботохой, стал одним из начальных этапов возрождения и упрочения былых связей между ойратами и дурбэнами. Д. В. Цыбикдоржиев также поддержал гипотезу, согласно которой выражение «дурбэн ойрад» изначально переводилось не как союз «четырёх ойратов», а означало этническое родство двух племён — дурбэнов и ойратов. При этом ряд авторов не поддерживает идею происхождения древних ойратов от Дува-Сохора.

## История

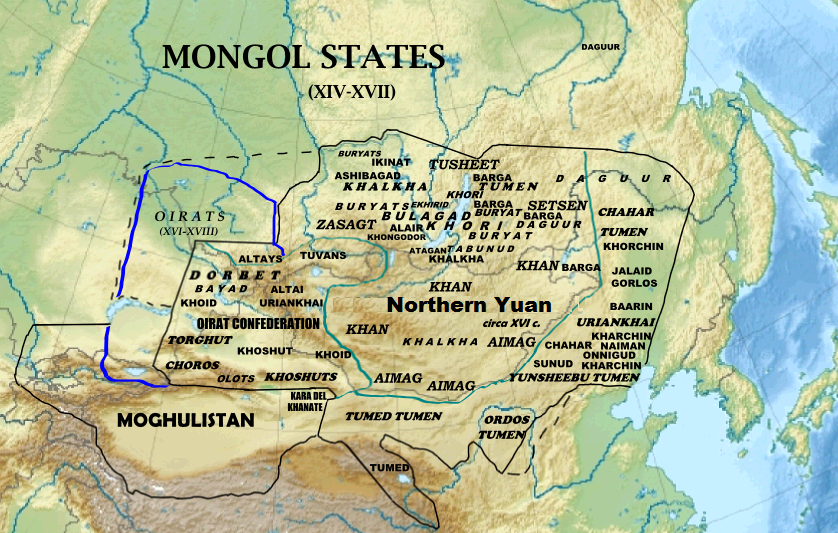
Монгольские государства в XIV-XVII веках

В число исторических предков ойратов, по Г. О. Авляеву, следует включить не только собственно ойратские племена (олётов, батутов, хойтов и кэргудов), но и остатки древних племён из группы цзубу — кереитов, меркитов и найманов, ставших этническим субстратом для ойратов-торгутов и ойратов-хошутов.
Согласно Н. Я. Бичурину, формирование Ойратского союза началось после падения Юаньской династии в 1368 году. Изначально в союз «Дурбэн Ойрат» (буквально «четыре ойрата»), по Бичурину, входили чоросы, хошуты, торгуты, дербеты.
Хошутский нойон Батур-Убаши Тюмень в своей «Истории дербен-ойратов», написанной в 1819 году, приводит следующие данные о составе дурбэн-ойратов: 
«Одним из [подразделений] тех, кого называют дурбэн-ойратами, являются элёты. Второе [подразделение] — хойты и баатуты. Третье [подразделение] — баргуты и бурааты. Четвертое [подразделение] — дэрбэты, джунгары, хошуты, тумэты. Ввиду того, что торгуты были опорой (т. е. находились в подчиненном положении) дурбэн-ойратов, они не [могли] подчинить себе ранее ставших известными ойратов».
На основаннии показаний исторического сочинения «История Хо-Öрлöка», были выявлены три периода в союзе дурбэн-ойратов по времени существования:
1. Первые Четыре Ойрата (Türügün Dörben Oyirad) (1437—1502);
2. Средние Четыре Ойрата (Dumdadu Dörben Oyirad) (1502—1637);
3. Последние Четыре Ойрата (Segül-ün Dörben Oyirad) (1637—1758).

### Первые Четыре Ойрата
О союзе Первых Четырех Ойратов неизвестный автор «Истории Хо-Öрлöка», написанной, как принято считать, во второй половине XVIII века, сообщает следующее: 
«Вообще-то в прошлом четыре племени, отделившись, составили [отдельное] племя под названием «Четыре Ойрата». Первый Ойрат — это элёты; второй Ойрат — это хойты и баатуты, объединившиеся вместе; третий Ойрат — баргу[-ты] и бурааты; четвертый Ойрат — это объединившиеся вместе четыре анги (родоплеменные подразделения). Когда эти Четыре Ойрата сформировались, то они стали называться Первыми Четырьмя Ойратами».
Пик могущества Первого Союза дурбэн-ойратов приходится на первую половину XV века, время правления ойратских правителей Тогона-тайши (умер в 1439 г.) и его сына Эсэн-тайши (годы правления: 1439—1454). Второе и третье подразделения Дурбэн-ойратского союза включали в себя этнические компоненты (хойтов, баатутов, баргутов и бураатов), связанные по происхождению с родоплеменными группами древних ойратов Восьмиречья.

### Средние Четыре Ойрата
После гибели Эсэна Первый Союз дурбэн-ойратов вступил в полосу упадка и постепенно распался. Анонимный автор «Истории Хо-Öрлöка» связывает распад с откочевкой значительной части первого подразделения дурбэн-ойратов — элётов на запад в 1502 году и прекращением ими своих союзных отношений с другими ойратами. Он сообщает следующее: 
«Ойраты-элёты по наущению желтого демона откочевали», а когда они переправились через реку Манхан, то [там] образовался лед и загородил им [дорогу назад]. Затем половина хойтов примкнула к баатутам, хошутам и торгутам. Те, что остались после них, примкнули к баргутам и халха-сойотам. Буряты примкнули к русским. После этого, когда дурбэн-ойраты распределились между собой, только одни хошуты составили одно подразделение ойратов, элёты (джунгары) — другое, торгуты — третье, а дэрбэты — четвертое, и они стали называться Средними Четырьмя Ойратами».

### Последние Четыре Ойрата
Приведенные в «Истории Хо-Öрлöка» сведения о Среднем Союзе дурбэн-ойратов, несмотря на их весьма приблизительный характер, проливают некоторый свет на новый этап консолидации ойратов. В этом конгломерате этнических групп произошли значительные изменения и перемещения, которые привели к его распаду. Не в последнюю очередь это было связано с откочевкой в первой половине XVII в. части хошутов в Кукунор и еще одной части к торгутам, которые переселились в район Северного Прикаспия. Хошуты в составе Среднего Союза дурбэн-ойратов занимали доминирующее положение, но к моменту его распада их влияние сильно ослабло. На первый план выдвинулись джунгары, как стали называться оставшиеся в составе Союза элёты, и родственные им дербеты. Тогда сформировался в 1637 году Союз Последних дурбэн-ойратов, в котором «половина хошутов составила одно подразделение ойратов, вместо торгутов джунгары составили одно подразделение ойратов, дербеты — одно подразделение ойратов, половина хойтов — одно подразделение ойратов, и они стали называться Последними Четырьмя Ойратами».
По В. П. Санчирову, место откочевавших на Волгу торгутов заняли не джунгары, а хойты. Ученые из КНР Эрдэнэбаатар и Цогту считают, что Средний Союз дурбэн-ойратов просуществовал до 1671 года, когда джунгарский Галдан-Бошогту-хан одержал победу над хошутским Очирту-Цэцэн-ханом и ханская власть снова перешла к феодальным правителям джунгаров из аристократического рода Чорос. Они установили централизованную власть над всеми родоплеменными подразделениями Джунгарии, и поэтому о Союзе Последних дурбэн-ойратов, по В. П. Санчирову, можно говорить как о Джунгарском ханстве. Это ойратское государство в течение нескольких десятилетий противостояло экспансии Цинской империи и было в конце концов уничтожено цинскими захватчиками. Вместе с ним закончилось существование и Ойратского союза.